# 邦布峰
邦布峰（英語：Bomb Peak）是南極洲的山峰，位於羅斯島，處於克羅澤角以西4公里，海拔高度805米（2,640英尺），由新西蘭的探險隊繪入地圖和命名，現時由南極條約體系管理。